# Notre-Dame (Châtillon-sur-Broué)

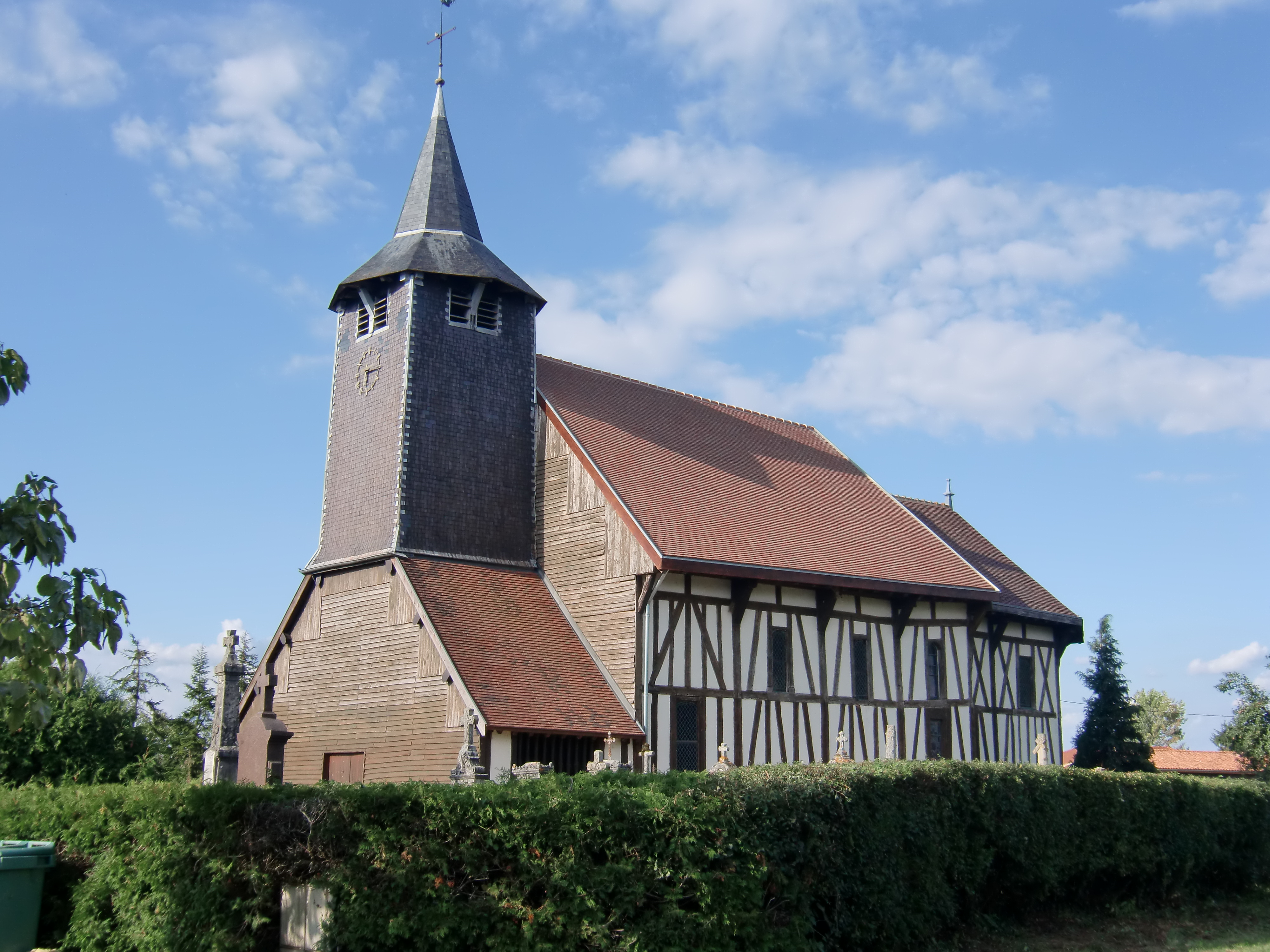
Kirche Notre-Dame in Châtillon-sur-Broué

Die katholische Kirche Notre-Dame in Châtillon-sur-Broué, einer französischen Gemeinde im Département Marne der Region Grand Est, wurde im 16. Jahrhundert errichtet. Die Kirche ist seit 1977 als Monument historique klassifiziert.
Die Fachwerkkirche ist die älteste im Perthois, wo es viele Kirchen in Fachwerkbauweise gibt. 
Der Saalbau besitzt einen Vorraum, über dem sich ein quadratischer Glockenturm erhebt. Dieser ist verschindelt und wird von einem Kreuz bekrönt.